# Cuaspud
Cuaspud es un municipio colombiano ubicado en el departamento de Nariño, cuya cabecera municipal recibe el nombre de Carlosama. Se sitúa a 13 kilómetros de ciudad de Ipiales y a 118 kilómetros de San Juan de Pasto, la capital del departamento. Tiene bajo su jurisdicción el centro poblado: Macas.

## Toponimia
La palabra «Cuaspud» es de origen quechua y sus componentes léxicos son cuash ‘agua’, ‘río’ y pud ‘cima’, ‘volcán’.
Otras Versiones sostienen que el nombre de Carlosama se debe a la célebre frase «Carlos os ama», con la que el monarca español Carlos IV , acostumbraba a terminar sus mensajes a los moradores del poblado[cita requerida].

## Historia
Su fundación se remonta al año 1600 atribuyéndose al cacique Sebastián García Carlosama, integrante de la tribu indígena los cuaspudes, descendiente de los Pastos, quienes habitaron estas comarcas y cuyos dominios se extendieron desde Pupiales hasta Cumbal. 
Históricamente Cuaspud (Carlosama) se conoce a partir de 1646 como una población de los Pastos, sin embargo, este territorio fue asiento de habitantes por unos 5000 años. Aquella es una referencia que se toma a partir de la llegada de los españoles. En el año de 1676 aparece como una encomienda de Diego Benavides, a esta encomienda perteneció también el actual municipio de Aldana, con las parcialidades indígenas de los Pastos, Yaputag y Chungana. Existieron algunos latifundios, localizados en el interior de la encomienda, para la producción ganadera de tipo colonial, especialmente en Macas, San Francisco y Yapurquer.
En el siglo XVIII, como consecuencia de los amparos dados por la real audiencia de Quito, en el siglo anterior se constituye el resguardo indígena de tierras de Carlosama, el cual comprendía un 85% del total de suelos aprovechables en el municipio, dicha participación porcentual aún se conserva, aglutinando la mayor parte de la población campesino-indígena hasta ahora.  Jurídicamente la parcialidad de Cuaspud y el Cantón Carlosama perteneciente al virreinato de Popayán, con el que se establecía una relación a través del régimen fiscal y con el reino de Quito, con el que además de darse una relación tributaria al pagar a la iglesia, se dio un intercambio comercial.
En 1863 en el territorio del municipio se libró la batalla de Cuaspud, llevada a cabo en el contexto de una corta guerra librada entre Colombia y Ecuador, por motivos limítrofes e ideológicos.

## Geografía
El Municipio de Cuaspud se encuentra localizado al sur del departamento de Nariño en límites con la República del Ecuador. Ubicándose en el área Andina Nariñense; a una distancia de 13 kilómetros de ciudad de Ipiales y a 118 kilómetros de su capital San Juan de Pasto

### Límites del municipio
El municipio de Cuaspud limita:
- Al norte con los municipios de Aldana y Guachucal.
- Al sur con la República del Ecuador,
- Al Oriente con los municipios de Aldana e Ipiales y
- Al Occidente con el municipio de Cumbal.

## Demografía
En el censo de 2005 había 8108  proyectados al 2016 en 8645 habitantes
Según las cifras presentadas por el DANE en el censo de 2005, la composición étnica del municipio:
- Indígenas (87,2%)
- Blancos & mestizos (12,8%)
- Negro, mulato, afrocolombiano o afrodescendiente (0%)

## Economía
En Cuaspud (Carlosama) predomina el sector primario de la economía actividades de tipo agropecuario,  minería, silvicultura, producción de alimentos derivados de la leche.
En el municipio encontramos cultivos tales como: cultivos transitorios como cebada, haba, papa, trigo, alverja y cultivos anuales como el maíz.

## Turismo
Los sitios más visitados por propios y foráneos son el río Blanco, donde se practica la pesca deportiva, la hacienda Cuaspud, la cual formó parte del campo de batalla entre Flores y Mosquera, en la Batalla de Cuaspud.

## Vías
La vía Ipiales - Carlosama, entre el río Blanco y la intersección Ipiales - Aldana, quedó completamente pavimentada (julio de 2015), con una inversión de $ 3.083.016.300, y que beneficia a este Municipio agropecuario, comercial, turístico y fronterizo. Del citado río a la cabecera municipal, ya estaba asfaltado anteriormente. Esta carretera fue construida por Alfonso Torres, alcalde de ese entonces. Falta pavimentar entre esta población al río Carchi, que es importante para sacar los productos que la región cultiva.